# Eläkeläiset
Eläkeläiset (pol. Emeryci) – fiński zespół muzyczny założony w 1993 roku.

## Historia
Obecnie w zespole grają: Onni Varis (klawisze, wokal), Petteri Halonen (klawisze, gitara, wokal), Lassi Kinnunen (akordeon, wokal), Martti Varis (bas, wokal) oraz Kristian Voutilainen (perkusja, wokal). W skład zespołu wchodzą także: Ilmari Koivuluhta (technik dźwiękowy, logistyk) i Pekka Jokinen (grafika, zarządzanie finansami). Nie są to ich prawdziwe imiona - jako fałszywych imion używają swoich drugich imion, a jako fałszywych nazwisk - nazwisk panieńskich swoich matek. Panowie Onni i Martti Varis nie są spokrewnieni, ich zbieżność nazwisk jest przypadkowa.
Zespół gra od 30 do 60 koncertów rocznie, z czego około 20 w Finlandii, a 20-30 w Niemczech, Austrii, Rosji, Szwajcarii i Czechach (z zagranicznych występów 90% ma miejsce w Niemczech). Rzadko kiedy grają koncerty dla dużej ilości osób, chociaż kilkakrotnie byli na festiwalach muzycznych, np. na Wacken Open Air.
Eläkeläiset gra przeważnie przeróbki rockowych i popowych utworów w szybkim rytmie humppa lub w wolniejszym rytmie jenkka, do tego śpiewają w swoim ojczystym języku, więc czasami trudno jest rozpoznać oryginał. Oprócz zwykłych płyt, wydają także i bootlegi. Prawie każdy tytuł piosenki (jest zaledwie kilka wyjątków) zawiera słowo "Humppa", "Polkka" lub "Jenkka".

## Fani
Istnieje coraz więcej grup tworzonych przez wiernych fanów Eläkeläiset. Pod koniec lat 90. powstał fanklub o nazwie "Die Rentner-Jugend" (niem. "Emerytowana młodzież"). Od 2004 r. istnieje "Humppajugend", która zrzesza więcej grup z różnych miast. Oprócz tego powstały fankluby w Polsce - Polish Humppa Team, w Finlandii (Humpparetkut) oraz w Hiszpanii (Frente Humppa Espanja).

### Polish Humppa Team
Fan club powstał w 2000 roku. W skład grupy wchodzą: Kristof Humppatohtori, Martti Pafnootzy, Engineer Humalainen, Paha Andrew i od 2005 roku Vashka The Madman Himself. Fan club uczestniczy we wszystkich koncertach zespołu mając darmowe wejściówki. W roku 2006 Polish Humppa team zdobył Puchar Świata Humppa w Piłce Nożnej, pokonując w półfinale Humpparetkut (fanklub z Finlandii) i w finale Humppajugend (fanklub niemiecki). Rozgrywki miały miejsce w trakcie Berlińskiego festiwalu Monsters of Humppa. Członkowie PHT pojawili się również w jednym z teledysków Elakelaiset - Jukolan Humppa.

## Dyskografia

### Albumy
- Joulumanteli (1994, tylko na kasecie)
- Humppakäräjät (1994)
- Humpan Kuninkaan Hovissa (1995)
- In Humppa We Trust (1996, zapis koncertu)
- Humppamaratooni (1997)
- Werbung, Baby! (1999)
- Humpan Kuninkaan Hovissa (2000)
- Humppa-Akatemia (2000, podwójny album)
- Humppa Till We Die (2000, CD)
- Humppa! (2001, składanka)
- Pahvische (2002)
- Humppaelämää (2003)
- Humppasirkus (2006)
- Humppakonsertto (2007)
- Humppabingo (2009)

### Single
- Pyjamahumppa (1995)
- Dementikon Keppihumppa / Take Me To The City (1997)
- Sensational Monsters Of Humppa (1998)
- Huipputähtien Ykköshitit (1999)
- Ja Humppa Soi (2000)
- Jukolan Humppa (2005)

### Minialbumy
- Humppalöyly (1995)
- Humppaorgiat (1999)
- Jenkkapolkahumppa (2001)
- Joulutorttu (2002)
- Katkolla Humppa (2003)
- Keväthumppa (2003)
- Das Humppawerk (2006)

## Wideografia
- Sekoilun Ytimessä 1993-2003 - Ten Years of Finnish Humppa in the Core of Sekolation (2003)